# Sphaerobunus fallax
Sphaerobunus fallax is een hooiwagen uit de familie Gonyleptidae.